# 吴德简
吴德简（？—？），男，中华人民共和国政治人物，曾任中共麻城县委第一书记，第三、四、五届全国政协委员。